# 黄浩华 (1937年)
黄浩华（1937年10月—），江苏江阴人，中华人民共和国工程师。

## 生平
1956年，毕业于苏州建筑工程学校，毕业后进入中国科学院工程力学研究所，从事仪器研制和实验研究。1963年任工程师。1973年，黄浩华等研制成701型拾振器，可供测量各种结构物和地面的脉动及低频大位移振动。1979年12月至1983年8月，天水红山试验机厂、中国科学院工程力学研究所、国家机械部机振办公室联合研制“3米X3米模拟地震振动台”，他是项目参与人之一。1982年任高级工程师，1978年后历任室主任、物资处长、所长助理。之后担任工程力学研究所副所长，负责研制多项振动仪器设备。

## 著作
- 黄浩华. . 北京: 地震出版社. 2008.03. ISBN 7-5028-3220-3.